# Fridolf Jönsson
Fridolf Jönsson, född 17 februari 1916 i Södra Vi, död 25 april 2007 i Växjö, var en svensk lektor och språkvetare, särskilt ortnamnsforskare. Han blev fil.lic. 1947 och var lektor i modersmålet och engelska vid folkskoleseminariet i Växjö från 1950 till sin pensionering. Hans bok Ortnamn i Kronobergs län var vid dess utgivning det mest omfattande bidraget till småländsk ortnamnsforskning. Boken planerades vara populärvetenskaplig av uppdragsgivaren – Historiska föreningen i Kronobergs län – men innehåller en mängd ny forskning, enär tidigare forskning inte var tillräcklig för att kunna ligga till grund för en sammanfattande populär översikt.